# 阿加特·拉什马内
阿加特·拉什马内（1997年8月22日—）生于多贝莱，是一名拉脱维亚女子射击运动员，主攻手枪。她在12岁时开始练习射击。2014年，她在南京青奥会上搭档危地马拉选手Wilmar Madrid获得混合团体10公尺空气手枪铜牌。2021年，她获得东京奥运参赛资格，成为历史上首位参加奥运的拉脱维亚女子射击选手。在奥运正赛上，她获得女子10公尺空气手枪第19名和女子25公尺手枪第37名。